# Gabès universitet
Gabès universitet (arabiska: جامعة قابس) är ett tunisiskt universitet med verksamhet i Gabès och Medenine. Det grundades 2003, och har omkring 18 000 studenter.  

## Avdelningar
- Faculty of Sciences of Gabes

- National Engineering School of Gabes

- Higher Institute of Computer Medenine (ISIMED)
- Higher Institute of Arts and Crafts Tataouine
- Higher institute of the Sciences and Techniques of Waters of Gabès (ISSTEG)
- Higher Institute of Applied Studies in Humanities Medenine (ISEAHM)
- Higher Institute of Applied Biology Medenine (ISBAM)
- Higher Institute of Industrial Systems (ISSIG)
- Higher Institute of Languages in Gabes (I.S.L)
- Higher Institute of Arts and Crafts of Gabes (ISAM)
- Higher Institute of Legal Studies of Gabes (SEIG)
- Higher Institute of Applied Sciences and Technology of Gabes (ISSAT)
- Higher Institute of Management of Gabes (I.S.G)
- Higher Institute of Computer Science and Multimedia Gabes (ISIMG)
- Higher Institute of Nursing Sciences of Gabes (ISSIG)